# 芬兰电影

芬兰电影有悠久的历史，早在现代电影技术问世不久之后就有公众放映（世界上最早的电影放映是在1895年，在芬兰是1896年）。在十多年之后的1907年芬兰才制作和放映首部本土电影。在这最初的几步之后，芬兰电影业发展缓慢。在1907年之后曾有两段时期（1909至1911年、1917至1918年）没有出品芬兰电影。部分原因是有政治环境引起的，因为芬兰当时是俄罗斯帝国中的一个自治大公国，从而受到世界范围内的政治因素影响。
1917年芬兰成为一个独立的国家，1918年爆发了内战。当政局平静稳定下来之后，芬兰社会及其文化生活开始发展。这明显地体现在电影艺术之上。在芬兰开始拍摄更多的电影，而这些电影成为了芬兰社会的一个重要组成部分。在默片之后的1940年代和1950年代，芬兰电影制作的发展达到高峰，其时有三大制片商拍摄电影并在市场上竞争。然而在1960年代芬兰社会转变较大，几乎所有的制片商都无法生存而关闭，部分原因是政治局势的改变以及由电视为代表的新的娱乐形式的出现而导致电影的吸引力下降。由于商业制作被认为是过去的潮流和品位不高，电影成为政治化并对大众来说太艺术性了。但是也有一些电影制作人逆流而行，继续制作一些饱受批判但却喜闻乐见的大众化电影。
在1990年代芬兰电影得到复兴，部分原因是新一代的电影制作人带来了新的理念，另外的原因是商业上的成功不再认为是“非艺术的”。从而商业电影项目又开始从政府基金中得到资助。在2000年代芬兰电影业充满生机，一些电影和电影制作人开始得到国际上的关注，很多电影既受观众认可且能得到好评。时至今日，每年在芬兰大概制作15至20部长篇电影，并且芬兰电影也开始借鉴一些国际影响，如动作片和武侠片。

## 参见

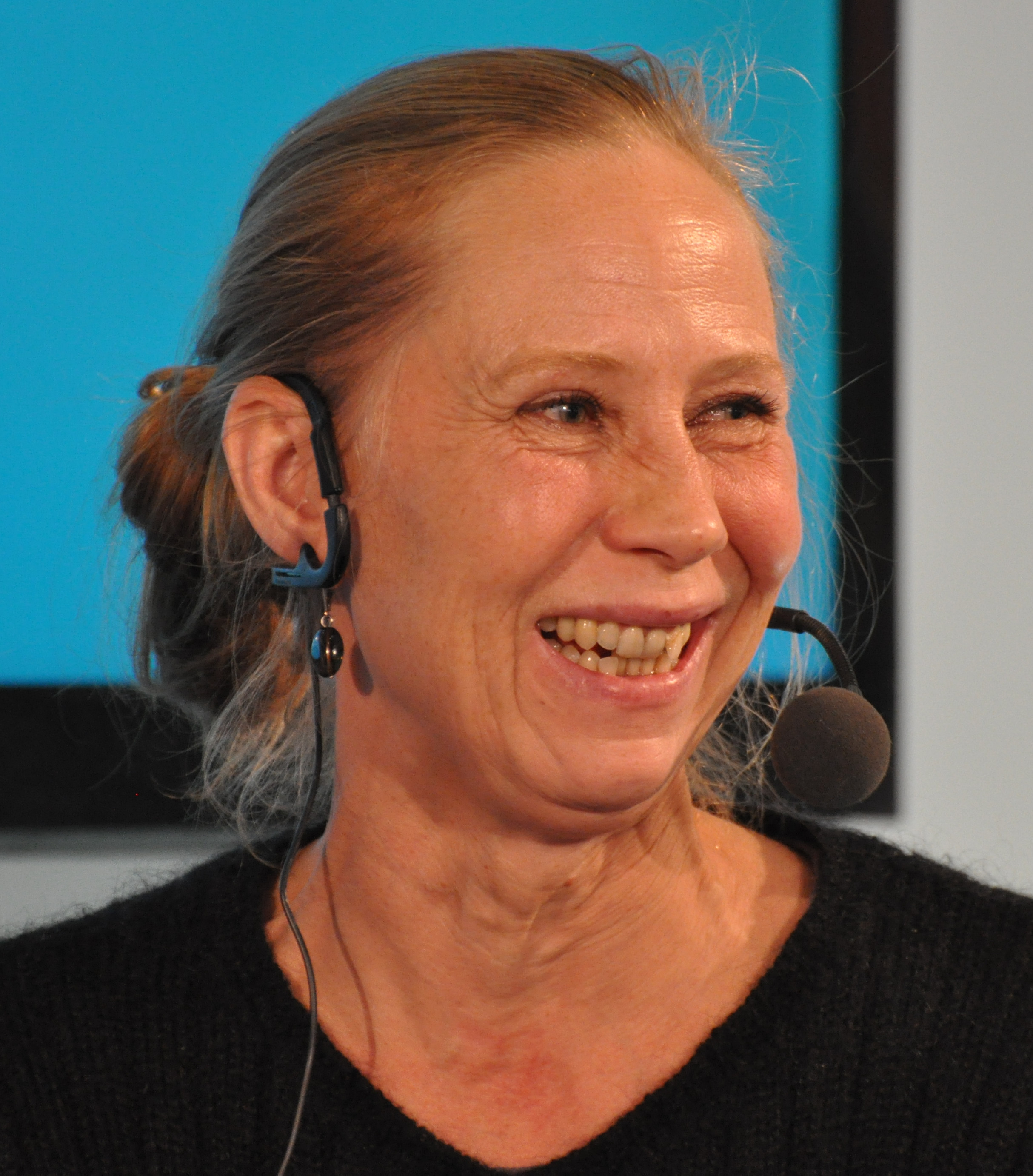
芬蘭演員卡蒂·欧蒂宁

### 芬兰电影导演
- 阿基·考里斯迈基
- 米卡·考里斯迈基
- 雷尼·哈林
- 多梅·卡鲁科斯基
- 阿库·洛希米耶斯
- 蒂莫·沃伦索拉
- 安蒂·约基宁
- 亚尔马里·赫兰德
- 里斯托·亚尔瓦
- 艾托·迈基宁
- 米科·尼斯卡宁
- 毛里茨·斯蒂勒

### 芬兰电影演员
- 卡蒂·欧蒂宁
- 萨穆利·沃拉莫
- 碧赫拉·维塔拉
- 亚斯佩尔·派科宁
- 雷诺·努丁

### 芬兰电影
- 《没有过去的男人》
- 《玉战士》
- 《愤怒的小鸟大电影》
- 《芬兰汤姆》
- 《闇夜殺神》
- 《無名大師》
- 《程大师》
- 《[[朵貝的愛情繪本|》
- 《西苏》

### 芬兰电影奖项
- 尤西奖